# Réseau routier de la Colombie

Carte du réseau routier en Colombie en 2012.

Le réseau routier colombien regroupe en 2010 près de 128 000 km de voies diverses dont 17 143 km de routes principales. 11 463 km de ce réseau routier principal sont gérés par l’Instituto Nacional de Vías (INVIAS), les 5 680 km restants ayant été cédés à l'Instituto Nacional de Concesiones (INCO). Concernant les 111 364 km se répartissant entre les routes secondaires et primaires, 36 618 km sont à la charge des départements, 34 918 km sont sous celle des municipalités, l'INVIAS gère 27 577 km de routes tertiaires (appelées autrefois caminos vecinales ou chemins vicinaux) tandis que les 12 251 derniers sont des voies privées.

## Histoire
En 1905, la Colombie ne compte que 200 km de routes. La Loi no 88 de 1931 établit pour la première fois un plan de construction de routes en Colombie. Est ainsi défini un système de voiries comprenant les troncales allant du sud vers le nord du pays, les transversales et les routes appartements aux départements. La loi no 12 de 1949 classe les routes dans différentes catégories : les troncales, les départementales et les régionales. Par la suite, plusieurs décrets incluent d'autres routes dans le plan national et en nationalisent d'autres qui sont à caractère départemental et municipal.

## Routes nationales
Le réseau principal, appelé red nacional de carreteras, est constitué notamment des axes routiers troncales et  transversales permettant l'accès aux capitales départementales. Il a pour fonction de base de relier les principales zones de production et de consommation de la Colombie et avec d'autres pays. Ces routes doivent être asphaltées.

### Troncales
Les troncales sont les principales voies carrossables qui traversent la Colombie dans l'axe nord-sud. Ces routes nationales constituent les principaux corridors pour le commerce extérieur du pays.
| Route nationale     | Point de départ                                                    | Arrivée                                                            |
| ------------------- | ------------------------------------------------------------------ | ------------------------------------------------------------------ |
| Route nationale 1   | Périphérique de l'île de San Andrés ( San Andrés y Providencia)    | Périphérique de l'île de San Andrés ( San Andrés y Providencia)    |
| Route nationale 3   | Périphérique de l'île de la Providence ( San Andrés y Providencia) | Périphérique de l'île de la Providence ( San Andrés y Providencia) |
| Route nationale 5   | Puente Internacional Río Mataje ( Nariño)                          | Palo de Letras ( Chocó)                                            |
| Route nationale 13  | Junín ( Nariño)                                                    | Quibdó ( Chocó)                                                    |
| Route nationale 15  | Route supprimée par la résolution no 339 du 26 février 1999        | Route supprimée par la résolution no 339 du 26 février 1999        |
| Route nationale 17  | Chiles ( Nariño)                                                   | Punto del Océano Pacífico ( Cauca)                                 |
| Route nationale 19  | Cali ( Valle del Cauca)                                            | Loboguerrero ( Valle del Cauca)                                    |
| Route nationale 21  | Guapá ( Córdoba)                                                   | Lorica ( Córdoba)                                                  |
| Route nationale 23  | Cali ( Valle del Cauca)                                            | El K15 ( Córdoba)                                                  |
| Route nationale 25  | Pont international Rumichaca ( Nariño)                             | Barranquilla ( Atlántico)                                          |
| Route nationale 25A | Route supprimée par la résolution no 339 du 26 février 1999        | Route supprimée par la résolution no 339 du 26 février 1999        |
| Route nationale 25B | La Pintada ( Antioquia)                                            | Puerto Valdivia ( Antioquia)                                       |
| Route nationale 25C | Route supprimée par la résolution no 339 du 26 février 1999        | Route supprimée par la résolution no 339 du 26 février 1999        |
| Route nationale 27  | Plato ( Magdalena)                                                 | Palermo ( Magdalena)                                               |
| Route nationale 29  | Armenia ( Quindío)                                                 | La Felisa ( Caldas)                                                |
| Route nationale 31  | Santander de Quilichao ( Cauca)                                    | Palmira ( Valle del Cauca)                                         |
| Route nationale 33  | Route supprimée par la résolution no 339 du 26 février 1999        | Route supprimée par la résolution no 339 du 26 février 1999        |
| Route nationale 37  | Garzón ( Huila)                                                    | El Palo ( Cauca)                                                   |
| Route nationale 39  | Route supprimée par la résolution no 339 du 26 février 1999        | Route supprimée par la résolution no 339 du 26 février 1999        |
| Route nationale 41  | Route supprimée par la résolution no 339 du 26 février 1999        | Route supprimée par la résolution no 339 du 26 février 1999        |
| Route nationale 43  | Paicol ( Huila)                                                    | Si Dios Quiere ( Magdalena)                                        |
| Route nationale 45  | Puente Internacional San Miguel ( Putumayo)                        | Ye de Ciénaga ( Magdalena)                                         |
| Route nationale 45A | Neiva ( Huila)                                                     | San Alberto ( Cesar)                                               |
| Route nationale 47  | Route supprimée par la résolution no 339 du 26 février 1999        | Route supprimée par la résolution no 339 du 26 février 1999        |
| Route nationale 49  | San Roque ( Cesar)                                                 | Riohacha ( La Guajira)                                             |
| Route nationale 55  | Bogota ( Bogota D.C.)                                              | Puente Internacional Pedro de Hevia ( Norte de Santander)          |
| Route nationale 57  | Route supprimée par la résolution no 339 du 26 février 1999        | Route supprimée par la résolution no 339 du 26 février 1999        |
| Route nationale 61  | Route supprimée par la résolution no 339 du 26 février 1999        | Route supprimée par la résolution no 339 du 26 février 1999        |
| Route nationale 65  | Villagarzón ( Putumayo)                                            | Saravena ( Arauca)                                                 |
| Route nationale 65A | Río Caguán ( Caquetá)                                              | Puerto Caldas ( Meta)                                              |
| Route nationale 75  | Puerto Leguízamo ( Putumayo)                                       | Puerto Gaitán ( Meta)                                              |
| Route nationale 85  | Leticia ( Amazonas)                                                | Mitú ( Vaupés)                                                     |
| Route nationale 95  | Route supprimée par la résolution no 339 du 26 février 1999        | Route supprimée par la résolution no 339 du 26 février 1999        |

### Transversales
Les transversales sont les principales voies carrossables qui traversent la Colombie dans l'axe est-ouest.
| Route nationale     | Point de départ                                             | Arrivée                                                     |
| ------------------- | ----------------------------------------------------------- | ----------------------------------------------------------- |
| Route nationale 8   | Guachucal ( Nariño)                                         | Orito ( Putumayo)                                           |
| Route nationale 10  | Tumaco ( Nariño)                                            | El Pepino ( Putumayo)                                       |
| Route nationale 12  | Guapi ( Cauca)                                              | Croisement avec la Route nationale 45 ( Cauca)              |
| Route nationale 20  | Munchique ( Cauca)                                          | Paletará ( Caquetá)                                         |
| Route nationale 22  | Route supprimée par la résolution no 339 du 26 février 1999 | Route supprimée par la résolution no 339 du 26 février 1999 |
| Route nationale 24  | Patico ( Cauca)                                             | La Ceiba ( Caquetá)                                         |
| Route nationale 26  | Morales ( Cauca)                                            | Guadualejo ( Cauca)                                         |
| Route nationale 30  | Neiva ( Huila)                                              | Croisement avec la Route nationale 85 ( Vaupés)             |
| Route nationale 32  | Route supprimée par la résolution no 339 du 26 février 1999 | Route supprimée par la résolution no 339 du 26 février 1999 |
| Route nationale 34  | Route supprimée par la résolution no 339 du 26 février 1999 | Route supprimée par la résolution no 339 du 26 février 1999 |
| Route nationale 36  | Buga ( Valle del Cauca)                                     | Croisement avec la Route nationale 65 ( Meta)               |
| Route nationale 38  | Route supprimée par la résolution no 339 du 26 février 1999 | Route supprimée par la résolution no 339 du 26 février 1999 |
| Route nationale 40  | Buenaventura ( Valle del Cauca)                             | Puerto Carreño ( Vichada)                                   |
| Route nationale 40A | Buga ( Valle del Cauca)                                     | Melgar ( Tolima)                                            |
| Route nationale 42  | Route supprimée par la résolution no 339 du 26 février 1999 | Route supprimée par la résolution no 339 du 26 février 1999 |
| Route nationale 48  | Nóvita ( Chocó)                                             | Cartago ( Valle del Cauca)                                  |
| Route nationale 50  | Nuquí ( Chocó)                                              | Paratebueno ( Cundinamarca)                                 |
| Route nationale 50A | Route supprimée par la résolution no 339 du 26 février 1999 | Route supprimée par la résolution no 339 du 26 février 1999 |
| Route nationale 52  | Route supprimée par la résolution no 339 du 26 février 1999 | Route supprimée par la résolution no 339 du 26 février 1999 |
| Route nationale 56  | Medellín ( Antioquia)                                       | Aguaclara ( Casanare)                                       |
| Route nationale 58  | Route supprimée par la résolution no 339 du 26 février 1999 | Route supprimée par la résolution no 339 du 26 février 1999 |
| Route nationale 60  | Bahía Solano ( Chocó)                                       | Monterrey ( Casanare)                                       |
| Route nationale 62  | Turbo ( Antioquia)                                          | Orocué ( Casanare)                                          |
| Route nationale 64  | Ye de Barranca ( Santander)                                 | Croisement avec la Route nationale 65 ( Arauca)             |
| Route nationale 66  | Barrancabermeja ( Santander)                                | Arauca ( Arauca)                                            |
| Route nationale 66B | Bucaramanga ( Santander)                                    | Embranchement 55 NS 08 ( Norte de Santander)                |
| Route nationale 68  | Route supprimée par la résolution no 339 du 26 février 1999 | Route supprimée par la résolution no 339 du 26 février 1999 |
| Route nationale 70  | Palo de Letras ( Chocó)                                     | Pont international Simón Bolívar ( Norte de Santander)      |
| Route nationale 74  | Puerto Rey ( Córdoba)                                       | Tibú ( Norte de Santander)                                  |
| Route nationale 78  | Lorica ( Córdoba)                                           | El Burro (es) ( Cesar)                                      |
| Route nationale 80  | El Carmen de Bolívar ( Bolívar)                             | San Juan del Cesar ( La Guajira)                            |
| Route nationale 86  | Route supprimée par la résolution no 339 du 26 février 1999 | Route supprimée par la résolution no 339 du 26 février 1999 |
| Route nationale 88  | Buenavista ( La Guajira)                                    | Maicao ( La Guajira)                                        |
| Route nationale 90  | Turbo (Antioquia) ( Antioquia)                              | Paraguachón (es) ( La Guajira)                              |
| Route nationale 90A | Carthagène des Indes ( Bolívar)                             | Barranquilla ( Atlántico)                                   |

## Routes secondaires et tertiaires
Les routes secondaires servent à relier les municipalités entre elles ou à relier une municipalité à une route principale. Le réseau tertiaire sert à relier les municipalités à leurs veredas (secteurs territoriaux constituant les municipalités) et/ou corregimientos ainsi que les veredas et/ou corregimientos entre eux. Les réseaux secondaires et tertiaires présentent globalement un état critique, se dégradant progressivement au fil du temps par manque d'entretien en raison des faibles ressources dont disposent les départements et le pays pour ces infrastructures.
Par mandat constitutionnel, le pays a décidé à mettre en œuvre un plan de décentralisation de l'administration publique, entamant un processus de transfert des routes secondaires vers les départements. En 1994, les routes tertiaires deviennent peu à peu à la charge des autorités locales mais ce processus de décentralisation est interrompu, les ressources budgétaires étant insuffisantes à cet effet.